# Chess Magazine
«Чесс Мэгэзин» (CHESS Magazine, ранее CHESS, CHESS Monthly) — английский шахматный журнал. Основан в 1935, выходит 1 раз в месяц (ранее два раза в месяц). С 1988 го журнал принадлежал издательскому дому «Pergamon Press» и выходил под названием Pergamon Chess. В 1989 году издание переименовано в Macmillan Chess, в 1991 — в Maxwell Macmillan Chess Monthly. В том же году, после банкротства предприятий Макмиллана, издание приобрёл основатель магазина Chess & Bridge, международный мастер Малколм Пейн.

## Редакторы
- До 1988 — редактор-издатель — Б. Вуд (президент ИКЧФ в 1951—1953, шахматный обозреватель газеты «Дейли телеграф» и журнала «Иллюстрейтед Лондон Ньюс»)[1].
- После 1991 — исполнительный редактор Малколм Пейн.